# 멜레케오크
멜레케오크(Melekeok)는 팔라우 멜레케오크주의 주도이다. 팔라우에서 가장 큰 섬인 바벨다오브섬 동부 연안에 위치한다.
면적은 28km2, 인구는 271명(2005년 기준)이다. 옛 수도인 코로르와는 바다를 사이에 두고 약 25km 떨어져 있으며 KB대교를 통해 도로로 연결되어 있다. 미크로네시아 최대의 담수호인 응가르독호(493㏊)가 있으며 악어가 서식한다.